# Monophyllaea hendersonii
Monophyllaea hendersonii är en tvåhjärtbladig växtart som först beskrevs av Brian Laurence Burtt, och fick sitt nu gällande namn av A. Weber. Monophyllaea hendersonii ingår i släktet Monophyllaea och familjen Gesneriaceae. Inga underarter finns listade i Catalogue of Life.